# Avan (Aragatsotn)
Pour les articles homonymes, voir Avan.
Avan (en arménien Ավան) est une communauté rurale du marz d'Aragatsotn, en Arménie. Comprenant également la localité de Khnusik, elle compte 963 habitants en 2009.